# Piequé Tiebala
Piequé Tiebala (em latim: Piéké) foi um nobre senufô de Nielé, na atual Costa do Marfim, que esteve ativo no final do século XIX.

## Vida
Piequé assume o comando de Nielé em sucessão de Nopé Fangam e governou conjuntamente com Uairimé. Segundo a tradição oral, tomado de uma necessidade de conquista, o fama Tiebá (r. 1866–1893) do Reino de Quenedugu atacou os Tiebalas em Nielé. Na sua aproximação, os locais evacuaram Nielé e sob liderança de Piequé e Uairimé chegaram a Sinematiali. Tieba os perseguiu, mas foi derrotado pelos Tiebalas, a quem os guerreiros de Sinematiali se juntaram. Tiebá voltou à capital, sem saque, depois de ter demolido Nielé. Piequé, Uairimé e seu povo voltaram a Nielé, que reconstruíram parcialmente e fundaram Sordi em 1893. Piequé adoeceu e, aleijado, não quer mais assumir o comando, fazendo Uairimé comandante único. Seus partidários, entretanto, se negam a obedecer Uairimé. Pouco depois, Piequé faleceu e uma guerra civil eclode entre os chefes do exército.